# Chionaema pura
Chionaema pura là một loài bướm đêm thuộc phân họ Arctiinae, họ Erebidae.